# Epigynopteryx glycera
Epigynopteryx glycera  là một loài bướm đêm trong họ Geometridae.